# تشيك إيفانز (لاعب غولف)
تشيك إيفانز (بالإنجليزية: Chick Evans)‏ هو لاعب غولف أمريكي، ولد في 18 يوليو 1890 في إنديانابوليس في الولايات المتحدة، وتوفي في 6 نوفمبر 1979 في شيكاغو في الولايات المتحدة.

## وصلات خارجية
- تشيك إيفانز على موقع الموسوعة البريطانية (الإنجليزية)